# Grupa własna
Grupa własna – według socjologii stanowi ją zbiorowość, do której należy jednostka, z którą dzieli uczucie tożsamości i lojalności.
Występuje podział na "my" i "oni" i "obcy". Często zauważalny jest wrogi stosunek do grupy obcej oparty na stereotypach.